# Lado a Lado
Lado a Lado is een Braziliaanse telenovela die werd uitgezonden in 2012 en 2013. De serie speelt zich af in Rio de Janeiro (Brazilië) tussen 1903 en 1911 en draait om Laura (een dochter van aristocraten) en Isabel (een dochter van slaven) en hun strijd voor vrouwenemancipatie en gelijkheid van rassen.

## Rolverdeling
| Acteur              | Personage            |
| ------------------- | -------------------- |
| Marjorie Estiano    | Laura Assunção       |
| Camila Pitanga      | Isabel Nascimento    |
| Lázaro Ramos        | Zé Maria dos Santos  |
| Thiago Fragoso      | Edgar Vieira         |
| Patrícia Pillar     | Constância Assunção  |
| Werner Schünemann   | Dr. Alberto Assunção |
| Alessandra Negrini  | Catarina Ribeiro     |
| Sheron Menezzes     | Berenice             |
| Maria Padilha       | Diva Celeste         |
| Milton Gonçalves    | Seu Afonso           |
| Isabela Garcia      | Celinha              |
| Tuca Andrada        | Frederico Martins    |
| Maria Clara Gueiros | Neusinha             |
| Caio Blat           | Fernando Vieira      |
| Cássio Gabus Mendes | Bonifácio Vieira     |
| Bia Seidl           | Margarida Vieira     |
| Paulo Betti         | Mário Cavalcante     |
| Klebber Toledo      | Umberto              |
| Daniel Dalcin       | Teodoro              |
| Emílio de Mello     | Caio Guerra          |
| Christiana Guinle   | Carlota Passos       |
| André Arteche       | Luciano              |
| Zezeh Barbosa       | Jurema               |
| Marcello Melo       | Caniço               |
| Claudio Tovar       | Padre Olegário       |
| Susana Ribeiro      | Tereza Praxedes      |
| Guilherme Piva      | Delegado Praxedes    |
| Débora Duarte       | Eulália Praxedes     |
| Priscila Sol        | Sandra Praxedes      |
| Álamo Facó          | Quequé               |
| George Sauma        | Jonas                |
| Rui Ricardo Dias    | Percival             |
| Tião D'Ávila        | Isidoro              |
| Juliane Araújo      | Alice Passos         |
| Romis Ferreira      | Luiz Neto            |
| Laís Vieira         | Etelvina             |
| Jurema Reis         | Gilda                |